# Native Instruments
Native Instruments（NI, ネイティブ・インストゥルメンツ）は、コンピューターを使った音楽制作やリアルタイムパフォーマンス向けのソフトウェア、ハードウェア、デジタルサービスを開発、提供するドイツの企業である。

## 概要
PC上で使用するソフトウェア・シンセサイザー、専用コントローラーやオーディオインターフェース、PCDJを三本柱として商品展開している。
日本にでは、日本法人であるNATIVE INSTRUMENTS JAPAN 株式会社が販売や登録、サポートなどの業務を行っている。
2012年1月まではNative Instruments本社のウェブサイトから、ドル建て価格で商品を直接購入することができた。円高が進行していた時期には日本代理店より大幅に安い値段で購入できたが、2012年2月以降日本からのアクセスは円建ての価格でしか購入することができなくなった。
NIはまた、インターネット上の有料音楽配信サービスであるBeatportとの提携を結んでもいる。

## Komplete Instruments and Effects

### ソフトウェア・バンドル製品
- KOMPLETE: Native Instrumentsのインストゥルメント、エフェクトを多数バンドル。KOMPLETE 14シリーズ現在、有償版は「SELECT」「STANDARD」「ULTIMATE」「COLLECTOR'S EDITION」の4グレードに分かれて販売されている。[2]
  - KOMPLETE STANDARD (旧名 KOMPLETE): Native Instrumentsの主要なソフトをバンドルしたもの。KOMPLETE 10まではDVDメディアによって提供されていたが、KOMPLETE 11以降はHDDメディアによって提供されている。KOMPLETE 14以降、STANDARDとして販売されるようになった。[2]
  - KOMPLETE ULTIMATE: 2011年9月、KOMPLETE8以降登場。その時点で発売されているNative Instrumentsのソフトウェアの大半を収録するグレード。
  - KOMPLETE Collector's Edition: 2018年10月、KOMPLETE12以降登場。ULTIMATEに含まれないインストゥルメントやExpansionsを含んだ最高グレード。
  - KOMPLETE SELECT: 2015年5月、KOMPLETE KONTROL S-SERIESキーボードの付属音源として登場。10種類程度のKOMPLETEインストゥルメントとエフェクトがバンドルされている。
  - KOMPLETE START: 無償でリリースされている音源を収録した無償グレード。2019年リリース。[3]
  - KOMPLETE ELEMENTS: 2010年9月、KOMPLETE 7のみで発売されたグレード。KOMPLETEの廉価版。Abbey Road 60sがバンドルされているが、これも簡易版である。
  - KOMPLETE PLAYERS: 2010年9月、KOMPLETE7発売以降登場。無償版のKOMPLETE。KONTAKT PLAYER、REAKTOR PLAYER、GUITAR RIG PLAYERの3つからなる。2024年現在、このグレードは配信されていない。

### ソフトウェア・シンセサイザー
- ABSYNTH: セミ・モジュラー式のシンセサイザー音源。パッド、アンビエント系の音作りに特化している。既に廃番となっている。
- BLOCKS BASE: REAKTOR Blocksを利用した製品群で必須となるモジュールを提供する無償製品。
- BLOCKS PRIMES: 無償製品であるREAKTOR PLAYER及びBLOCKS BASEを拡張できる製品。Kodiak、West Coast、MONARK、DRIVER、ROUNDSシリーズから23のBlocksを収録。
- FM8: 典型的なFM式音響合成を発展させた方式によるシンセサイザー音源。FM7の後継音源。
- MASSIVE: ベースやリード用のプログラムをするシンセサイザー音源である。
- MASSIVE X: MASSIVEの姉妹製品として新たに開発されたシンセサイザー。2019年6月27日に電子音楽の次の10年を担うソフトウェアシンセサイザーとしてリリースされた。リリース直前まで詳細な情報がなく、発売日に関しては発売されるまで6月中に発売されるということしかわからなかった。
- Monark: Minimoogをモデリングした、Reaktorベースのシンセサイザー。
- Pro-53: 1980年代のアナログシンセサイザーを再現する。既に廃番となっている。
- Reaktor: モジュラー式のシンセサイザー音源である。シンセのほか、サンプラー、ドラムマシン、エフェクター、そしてシーケンサーなどを装備している。これを応用したソフトウェアとして、RAZOR、REAKTOR SPARKなどのシンセサイザー、マルチエフェクトのTHE FINGERなども販売されている。
- Reaktor ElectroNIc Instruments: Reaktorベースのシンセサイザーやグルーブボックスを複数収録したパッケージ。すでに廃番となっている。
- Razor: Reaktor上で動作する、加算合成式シンセサイザー。ErrorsmithとNative Instrumentsの協力により制作。
- Retro Machines MK2: 16種類のアナログ・シンセとキーボードからサンプリングされたKontakt用音源。
- SUPER 8: 8ボイスのビンテージポリフォニックシンセサイザーをベースにシンプルで現代的なUI、FMオシレーターを持ち、レトロからモダンなサウンドまで幅広く表現できるシンセサイザー。リリース時はReaktorベースの製品であったが、のちにAAX、AU、VST対応の独立したシンセサイザーとなった。

### ソフトウェア・サンプラー
- Kontakt: ソフトウェア・サンプラー。Mac/PC上で動作し、様々なジャンルに対応し、43GBを超えるサンプル容量、7カテゴリー、1,000音色のファクトリー・ライブラリーに加え、16種類のアナログシンセとキーボードからサンプリングされたRetro Machines MK2、KONTAKT6より搭載されたウェーブテーブルシンセシス・エンジンを利用したPlay Series instrumentsが付属する。その他Native Instrumentsによる様々な音源ライブラリー以外に、サード・パーティからも多数の音源ライブラリーが販売されていて、ソフトウェア・サンプラーの中のデファクト・スタンダードとしての地位を固めている。
- Kontakt Experience
- Kontakt Player: KONTAKT用ライブラリーのみを再生できる、サンプル・プレイバック専用ソフト。無償で提供される。
- Kompakt: Kontaktの機能を共有する廉価版サンプラー。既に廃番となっている。
- Battery: ドラムサンプラー。エレクトロ系のサウンドが特に充実している。

### サンプラー用ライブラリー
- Abbey Road｜50s Drummer: 1950年代のドラムサウンドを再現したドラム・サンプル・ライブラリー。2013年5月発売。
- Abbey Road｜60s Drummer: ロンドンのアビー・ロード・スタジオで、60年代当時のヴィンテージ・ドラム及び録音機器を使用して収録されたドラム・サンプル・ライブラリー。同シリーズはミキシングやパターン演奏のためのソフトウェアも統合されている。2010年1月発売。
- Abbey Road｜70s Drummer: ロンドンのアビー・ロード・スタジオで、70年代当時のヴィンテージ・ドラム及び録音機器を使用して収録されたドラム・サンプル・ライブラリー。同シリーズはミキシングやパターン演奏のためのソフトウェアも統合されている。2010年1月発売。
- Abbey Road｜80s Drummer: 上記と同様に1980年代のドラムサウンドを再現したドラム・サンプル・ライブラリー。2010年8月発売。
- Abbey Road｜Modern Drummer: 上記と同様に1990年代以降のドラムサウンドを表現したドラム・サンプル・ライブラリー。2010年12月発売。
- Abbey Road｜Vintage Drummer: 1920年代～1940年代の古い機材を使ったドラム・サンプル・ライブラリー。2012年12月発売。
- Akoustik Piano: Bösendorfer 290 Imperial, Steinway D, Bechstein D280, Steingraeber Model 130がサンプリングされている。既に廃番となっている。
- ALICIA's KEYS: アメリカ人アーティスト、アリシア・キーズのピアノサウンドを収めたサンプル・ライブラリー。2010年4月発売。
- Bandstand: MIDI再生用に特化した音源集。
- Battery Studio Drums: Battery専用ドラムサンプル・ライブラリー。既に廃番となっている。
- DRUMLAB: アコースティックドラムとエレクトリックドラムを組み合わせて複雑な音作りができるドラム・レイヤリング・インストゥルメント。
- Elektrik Piano: Rhodes MK1、MK2、Hohner Clavinet E7、そしてWurlitzer A200といった電子ピアノがサンプリングされている。すでに廃番となっている。
- George Duke Soul Treasures: ジョージ・デューク演奏によるループ音源。アコースティック・ピアノ、Rhodes、Wurlitzer、Clavinetの演奏が収録されている。2010年10月発売。
- NOIRE: Yamaha CFX 9ftグランドピアノをサンプリングしたピアノ・サンプル・ライブラリー。
- Session Strings: ストリングス・ライブラリー。
- Session Strings PRO: ストリングス・ライブラリー。2011年6月発売。
- Scarbee MM Bass: Thomas Hansen Skarbyeにって作成されたエレクトリック・ベース音源。2009年10月発売。
- Scarbee Pre Bass: Fender社のPrecision Bassをサンプリングしたベース音源。2009年10月発売。
- Scarbee Jay Bass: 70年代後半のジャズベースをサンプリングしたベース音源。2009年12月発売。
- Scarbee Rickenbacker Bass: Rickenbacker社の4003ベースをサンプリングしたベース音源。Rickenbacker社公式製品となっている。2013年1月発売。
- STUDIO DRUMMER: Pearl Masters Premium Mapleキット、Yamaha Maple Custom AbsoluteキットSonor SQ2 Drum Systemの3種のドラムキットをサンプリングしたドラム・サンプル・ライブラリー。
- THE GENTLEMAN: 1908年製のビンテージ・アップライト(メーカー、モデル不明)をサンプリングしたピアノ・サンプル・ライブラリー。
- THE GRANDEUR: コンサートグランドピアノ(メーカー、モデル不明)サンプリングしたピアノ・サンプル・ライブラリー。
- The Giant: the Klavins Piano Model 370iをサンプリングしたピアノ・サンプル・ライブラリー。2012年5月発売。
- THE MAVERICK: グランドピアノ(1905年製C.BECSTEI model A)をサンプリングしたピアノ・サンプル・ライブラリー。
- UNA CORDA: ピアノの全音域の鍵盤に一本の弦を使った、Native Instruments社カスタムメイドのアップライトピアノをサンプリングしたピアノ・サンプル・ライブラリー。

- VINTAGE ORGANS: Hammond B-3、C-3、M-3モデル、Vox Continental II、Farfisa Compactの５種類のオルガンをサンプリングしたサンプル・ライブラリー。
- Kompakt: Kontakt形式のライブラリに付属していたプレイヤー。現在はKontakt Playerと置き換わり廃番となっている。
- Intakt: ループ、ビートスライスに特化したソフトウェアサンプラー。現在、その機能はKontaktに統合され、廃番となっている。
- Synthetic Drums 2: Battery、及びKontaktフォーマットで提供されたシンセドラムライブラリ。すでに廃番となっている。

### Symphony Series
本格的なオーケストラサウンドを再現するためのサンプル・ライブラリー。Kontakt上で動作する。KOMPLETE12より、ULTIMATE Collectors Editionに収録されることとなった。Symphony Seriesが本格的なライブラリーであるのに対して、Symphony Essentialsは簡易的なサウンドを抽出したものとなっている。
- Symphony Series - Brass Solo: 2015年7月登場。主な金管楽器のソロ演奏を収録したもの。
- Symphony Series - Brass Ensemble: 2015年7月登場。主な金管楽器の演奏を各8人編成、計32人編成で収録したもの。
- Symphony Series - Brass Collection: Brass SoloとBrass Ensembleをバンドルしたもの。Brass Solo及びBrass Ensembleは、Soundironが共同制作している。
- Symphony Series - String Ensemble: 2015年11月登場。60人編成のストリング・アンサンブルを収録したもの。Audiobroが共同制作している。
- Symphony Series - Woodwind: 2016年6月登場。SOLOとENESEMBLEがバンドルされている。Soundironが共同制作している。
- Symphony Series - Percussion: 2016年8月登場。55種類のオーケストラ・パーカッションをブダペストのStudio22で収録。Sonuscoreが共同制作している。
- Symphony Series - Collection: 2016年8月登場。Symphony Seriesの各ライブラリを全てバンドルしたもの。
- Symphony Essentials - Brass: Symphony Series - Brass Ensembleの機能限定廉価版。
- Symphony Essentials - Strings: Symphony Series - String Ensembleの機能限定廉価版。
- Symphony Essentials - Woodwind: Symphony Series - Woodwindの機能限定廉価版。
- Symphony Essentials - Percussion: Symphony Series - Percussionの機能限定廉価版。
- Symphony Essentials - Collection: Symphony Essentialsシリーズの各ライブラリを全てバンドルしたもの。

### ソフトウェア・エフェクター
- DRIVER: MASSIVE の開発者が手がけた、フィルターとディストーションの複合エフェクター。
- EFFECTS SERIES–CRUSH PACK: ビットクラッシャー、ディストーション、AM/リング/フリケンシーモジュレーターの3種のエフェクトをバンドルした製品。
- EFFECTS SERIES–MOD PACK: コーラス、フランジャー、フェイザーの3種のモジュレーション系エフェクトをバンドルした製品。
- ENHANCED EQ: PULTEC EQP-1Aイコライザーをエミュレートしたもの。Softube社との共同開発である。
- Guitar Rig: 主にエレクトリックギターの音声加工に重きを置いた、アンプ、キャビネット、マイクシミュレーターや、多数のエフェクトを組み合わせて利用できるエフェクトプラットフォーム。
- GUITAR RIG PLAYER: Guitar Rigの機能限定無償版。
- Guitar Combos: 他社製品にバンドルされていたGuitar Rigの機能限定版。すでに廃番となっている。
- MOLEKULAR: Reaktorで動作するモジュラー式マルチエフェクター。
- PASSIVE EQ: Manley Laboratories MASSIVE PASSIVE STEREO TUBE EQをエミュレートしたもの。Softube社との共同開発である。
- Premium Tube Series: PASSIVE EQ、VARI COMP、ENHANCED EQの三つをバンドルした製品。
- RAMMFIRE: Guitar Rigに組み込んで使用するMesa Boogie Dual Rectifier Revision C Pre-500 Dual Rectifier Ampをエミュレートし、RammsteinのRichard Z. Kruspeのレコーディングセットアップを再現したもの。
- RC24: デジタル・エフェクターの初期に開発されたデジタル・リバーブLexicon 224XLをエミュレートしたもの。Softube社との共同開発である。
- RC48: デジタル・エフェクターの初期に開発されたデジタル・リバーブLexicon 480Lをエミュレートしたもの。Softube社との共同開発である。
- Reflektor: Guitar Rigに組み込んで使用するコンボリューション・リバーブ。
- REPLIKA XT: 5つのアルゴリズムを持ったマルチモードディレイ。
- REPLIKA: 3つのアルゴリズムを持ったマルチモードディレイ。
- Reverb Classics: RC24、RC48の二つをバンドルした製品。
- SOLID BUS COMP: Solid State Logic SL4000シリーズミキシングコンソールのマスターバスコンプレッサーをエミュレートしたもの。
- SOLID DYNAMICS: Solid State Logic SL4000シリーズミキシングコンソールのチャンネルストリップのゲート/エクスパンダー、コンプレッサー部分をエミュレートしたもの。
- SOLID EQ: Solid State Logic SL4000シリーズミキシングコンソールのチャンネルストリップのイコライザー部分をエミュレートしたもの。イコライザーの特性が異なるEモデル、Gモデルから選ぶことができる。
- SOLID MIX SERIES: SOLID BUS COMP、SOLID DYNAMICS、SOLID EQの三つをバンドルした製品。
- SUPERCHARGER: SUPERCHARGER GTの機能限定無償版。
- SUPERCHARGER GT: Native Instruments社独自開発の真空管タイプをイメージしたコンプレッサー。
- THE MOUTH: Reaktorで動作し、オーディオ素材からもメロディーやハーモニーを生成するエフェクター。
- THE FINGER: Reaktorで動作し、MIDIキーボード、またはMIDIシーケンスを使って複数のエフェクトを複雑に切り替えながら使用できるマルチエフェクター。
- TRAKTOR'S 12: TRAKTORから12種類のエフェクトを取り出し、Guitar Rigに組み込んで使えるようにしたもの。
- TRANSIENT MASTER: 音声のトランジェントを調整し、アタック感や空間量を調整できるエフェクター。
- VARI COMP: Manley Laboratories STEREO VARIABLE-MU LIMITER COMPRESSORをエミュレートしたもの。Softube社との共同開発である。
- VC160: dbx 160コンプレッサーをエミュレートしたもの。Softube社との共同開発である。
- VC2A: Teletronix LA-2Aコンプレッサーをエミュレートしたもの。Softube社との共同開発である。
- VC76: UREI 1176コンプレッサーをエミュレートしたもの。Softube社との共同開発である。
- Vintage Compressors: VC160、VC2A、VC76の3つのビンテージコンプレッサーをバンドルした製品。
- Vokator: ヴォコーダー。廃番商品である。

## Traktor
デジタルDJソフトウェアとそのソフトウェアに対応したインターフェイスの総称。

### ソフトウェア
Traktor Pro
フラッグシップソフト。4デッキでのミキシングに対応している。
Traktor Scratch
上記Traktor Proのバイナル、CDJでの操作向け。上記ソフトの他、パソコンとDJ機器を接続するためのオーディオインターフェイス「Traktor Audio6」とTraktorをコントロールするためのタイムコード・バイナルが付属している。
Traktor LE
上記Traktor Proの簡易バージョン。
Traktor DJ
iPad、Windows/Macでの操作するための無償ソフト。SoundCloudとの連携に対応している。

### インターフェース
大きく分けるとTraktorを操作するためのコントローラーとオーディオインターフェイスに分かれる。
Traktor Kontrol S8
4チャンネルコントロールに対応。ターンテーブルが無いのが特徴。
Traktor Kontrol S5
S8の下位グレード。4チャンネルコントロールに対応。S8と同様にターンテーブルが無いのが特徴。
Traktor Kontrol S4
4チャンネルコントロールに対応。S8との違いはターンテーブルとモニターディスプレイの有無。
Traktor Kontrol S3
S4の下位グレード。4チャンネルコントロールに対応。
Traktor Kontrol S2
エントリーモデル。2チャンネルコントロールに対応。
Traktor Kontrol X1
Traktor上の2つのデッキとFXコントロールするための追加コントローラー。最大2つまでの接続に対応。
Traktor Kontrol F1
Traktor上のリミックスデッキをコントロールするための追加コントローラー。最大4つまでの接続に対応。
Traktor Kontrol Z2
2+2チャンネルのコントロールに対応したオーディオミキサー。
Traktor Kontrol Z1
2チャンネルのコントロールに対応したオーディオミキサー。
Traktor Audio2
2チャンネルの入出力に対応したオーディオインターフェイス。

## MASCHINE
MASCHINE（無印）, MASCHINE MIKRO , MASCHINE+ , MASCHINE STUDIO , MASCHINE JAMの計5つの種類がある
歴代MASCHINE
- MASCHINE MK1
- MASCHINE MK2
- MASCHINE MK3
- MASCHINE MIKRO MK1
- MASCHINE MIKRO MK2
- MASCHINE MIKRO MK3
- MASCHINE+
- Maschine Studio
- MASCHINE JAM

## オーディオインターフェイス
- Komplete Audio 6: USBバスパワー24bit/192kHz対応、2ステレオヘッドフォン出力、6イン/6アウト(XLR/フォーンコンボジャック平衡接続2系統、、TRSフォーンジャック平衡接続2系統アナログイン/TRSフォーンジャック平衡接続4系統アナログアウト(DCカップリング対応、最大+/-2VのCV出力が可能)、2S/PDIFデジタルインアウト(RCA)オーディオインターフェイス。1イン/1アウトMIDIインターフェース。
- Audio Kontrol 2: 24bit/192kHz対応、1ステレオヘッドフォン出力、2イン(XLR/フォーンコンボジャック2系統)/2アウト(TRSフォーンジャック平衡接続２系統)オーディオインターフェイス。
- Audio Kontrol 1: 24bit/192kHz対応、1ステレオヘッドフォン出力、2イン(XLR平衡接続/TSフォーンジャック不平衡接続各1系統)/2アウト(RCA不平衡接続２系統)オーディオインターフェイス。

## MIDIキーボード
- KONTROL S シリーズ

USB接続、49鍵、61鍵、81鍵フルウェイトハンマーアクションの3モデルをラインナップ、KOMPLETE KONTROLソフトウェアと連携してさまざまなコントロールが可能なフラッグシップモデル。
- KOMPLETE KONTROL A シリーズ

USB接続、25鍵、49鍵の2モデルをラインナップ、Sシリーズに搭載されている大型スクリーン、高度なソフトウェア統合機能などを廃した廉価版。
- KOMPLETE KONTROL M32

USB接続、32鍵ミニ鍵盤を採用したコンパクトモデル。Aシリーズ同様、Sシリーズに搭載されている大型スクリーン、高度なソフトウェア統合機能などは非搭載。